# Anna De Weert
Pour les articles homonymes, voir De Weert.
Anna Virginie Caroline De Weert, née Anna Virginie Caroline Cogen le 27 mai 1867 à Gand et morte le 12 mai 1950  à Gand, est une peintre luministe belge de paysages et de figures.

## Biographie
Fille d'un médecin décédé jeune et d'une mère possédant de solides dons d'écrivain, elle compte dans sa famille quelques figures du monde artistique flamand. C'est la petite-fille du poète K.L. Ledeganck, la nièce de l'écrivain V. Loveling et des peintres Félix et Alphonse Cogen. Ce dernier lui inculque les premiers rudiments de la peinture.
Elle reçoit ensuite quelques leçons chez le peintre de fleurs D. De Keghel, avant de suivre l'enseignement de l’académie de Gand en 1889-1890, auprès peintre et aquafortiste A. Heins.
En 1891, elle épouse l’homme politique Maurice De Weert, un avocat, journaliste à "La Flandre libérale", ultérieurement échevin des Beaux-Arts et de l'Enseignement, qui comprend ses aspirations artistiques. 
En 1892 elle entre en contact avec Émile Claus et, dès l'année suivante, s'intègre parmi les élèves du maître du luminisme, à la villa "Zonneschijn", à Astene. Elle s'y lie avec deux autres "élèves" : Jenny Montigny et Yvonne Serruys. Dans ce contexte, le luminisme devient pour elle une manière de vivre.
En 1895, elle achète l’ancien couvent des dominicains d’Afsnee où elle installe son atelier
Elle débute au salon triennal de Gand en 1895 et partage désormais son temps entre sa demeure à Gand, réservée aux mois d'hiver et aux mondanités, et son atelier à Afsnee, au bord de la Lys, dans la région gantoise. En 1898, elle expose au cercle artistique et littéraire de Bruxelles et l'année suivante au cercle de Gand. Elle exposera beaucoup, tant à l'étranger (Berlin, Londres, Turin, les biennales de Venise, les salons de Paris...) qu'en Belgique. 
Emile Claus fait son portrait en 1899. Il est conservé au Musée des Beaux-Arts de Gand.
Elle est en 1904 l'une des fondatrices de l'association artistique Vie et Lumière. Claus s’inspire vraisemblablement pour le nom du cercle, de la devise , Lumière, amour et vie que Anna de Weert avait inscrit au mur de son atelier. Elle y retrouve Jenny Montigny et Yvonne Serruys.
Elle participe au salon des beaux-arts d'Ostende de 1907 avec Anna Boch, Louise Danse et Marie Antoinette Marcotte, et la même année elle présente "La Fête-Dieu", 1901-1906 (collecton privée), au salon des Indépendants à Paris. 
Pendant la Première Guerre mondiale, elle travaille avec dévouement dans un hôpital de campagne à Gand.
En 1921, elle séjourne deux mois à Rome et se rend ensuite régulièrement sur la Côte d'Azur, quelquefois en Italie.
Après la mort de son époux en 1930, elle continue à peindre, mais expose moins. Elle tient une dernière exposition rétrospective au cercle artistique et littéraire de Gand en 1938.

## Œuvre
Elle saura traduire son amour de la lumière aussi bien dans sa peinture que dans ses écrits. Fervente luministe, c'est le peintre d'une nature généreuse et fleurie. 
- Mon atelier en juin, 1909-1910, huile sur toile, 81 × 121 cm, Musée des Beaux-Arts de Gand [5]
- Matinée d'août, 1914-1915, huile sur toile, 90 × 116 cm, Musée des Beaux-Arts de Gand [6]
- Reflets sur la mer à Menton, 1926, huile sur carton, 29 × 40 cm, Musée des Beaux-Arts de Gand [7]
- Marché aux fleurs à Menton, 1928, huile sur panneau, 34 × 34 cm, Musée des Beaux-Arts de Gand [8]
- Vieux oliviers, craie, crayon de couleur, papier, 42 × 43 cm, Musée des Beaux-Arts de Gand [9]
- Olivier monstrueux, craie, crayon de couleur, papier, 40 × 48 cm, Musée des Beaux-Arts de Gand [10]
- Chalands sous la neige, 1929, pastel sur papier, 29 × 40 cm, Musée des Beaux-Arts de Gand [11]
- Coquelicots, huile sur toile, 50 × 34 cm, collection privée, Vente Drouot 2023[12]

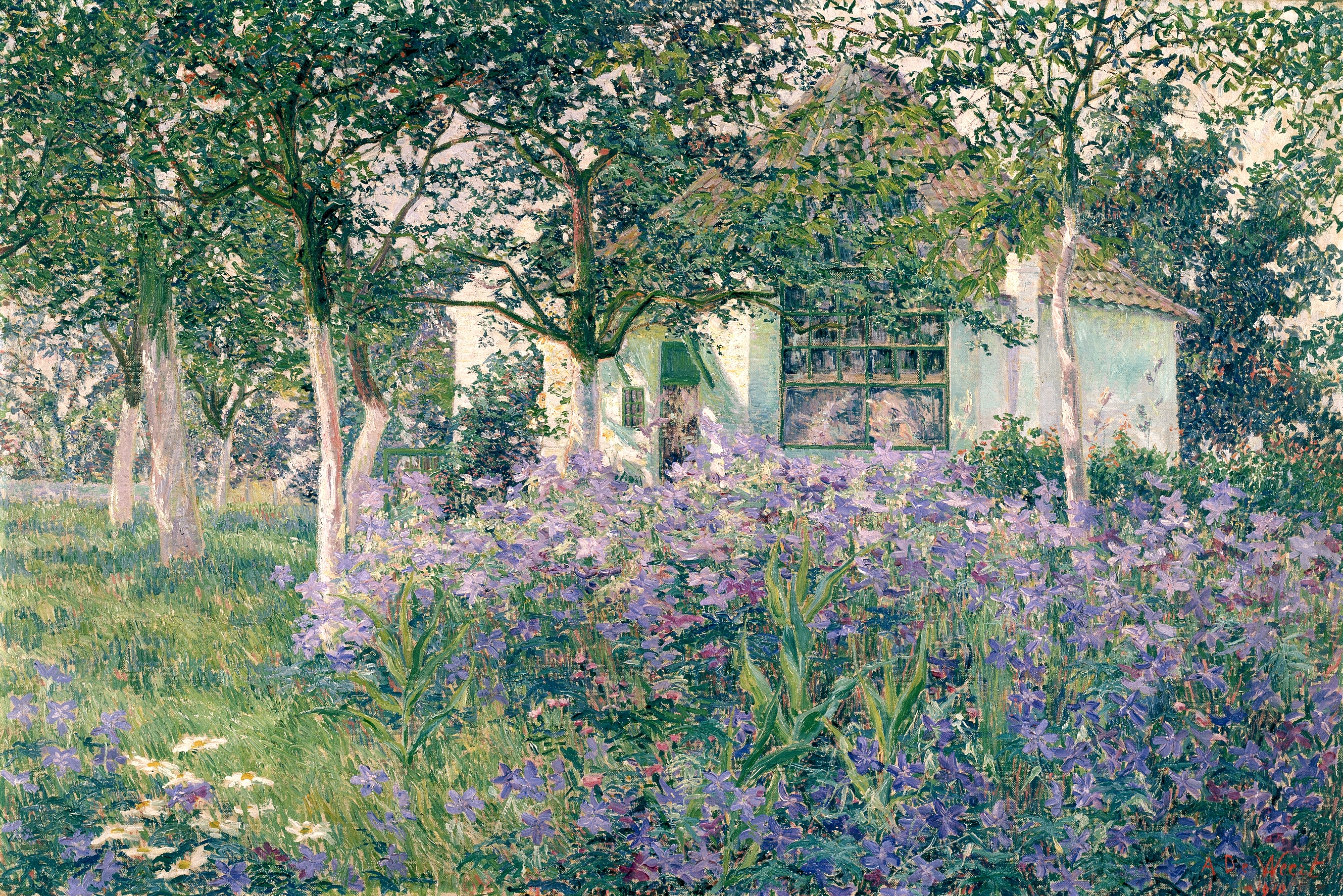
Mon atelier en juin, 1909-1910 Musée des Beaux-Arts de Gand
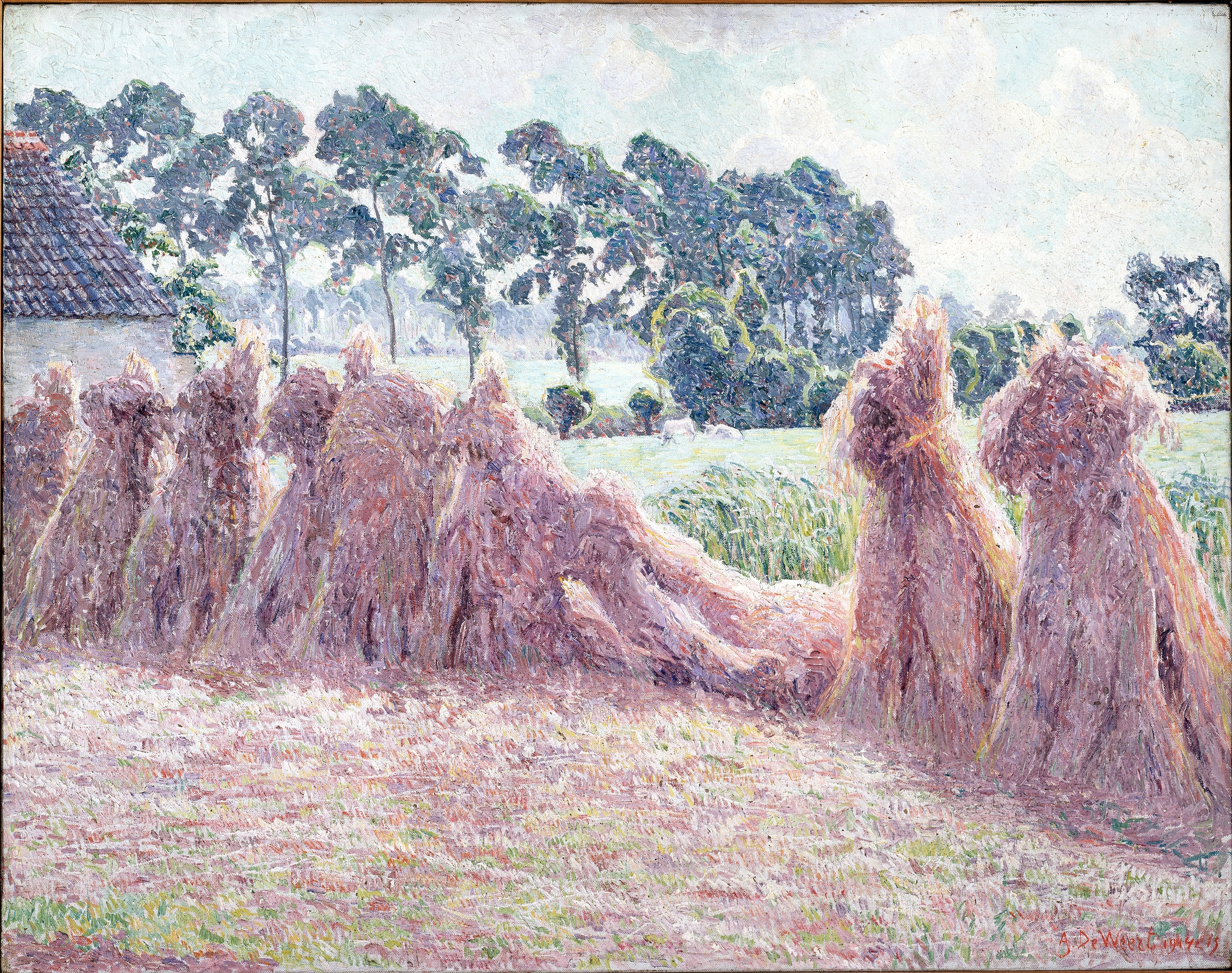
Matinée d'août, 1914-1915 Musée des Beaux-Arts de Gand
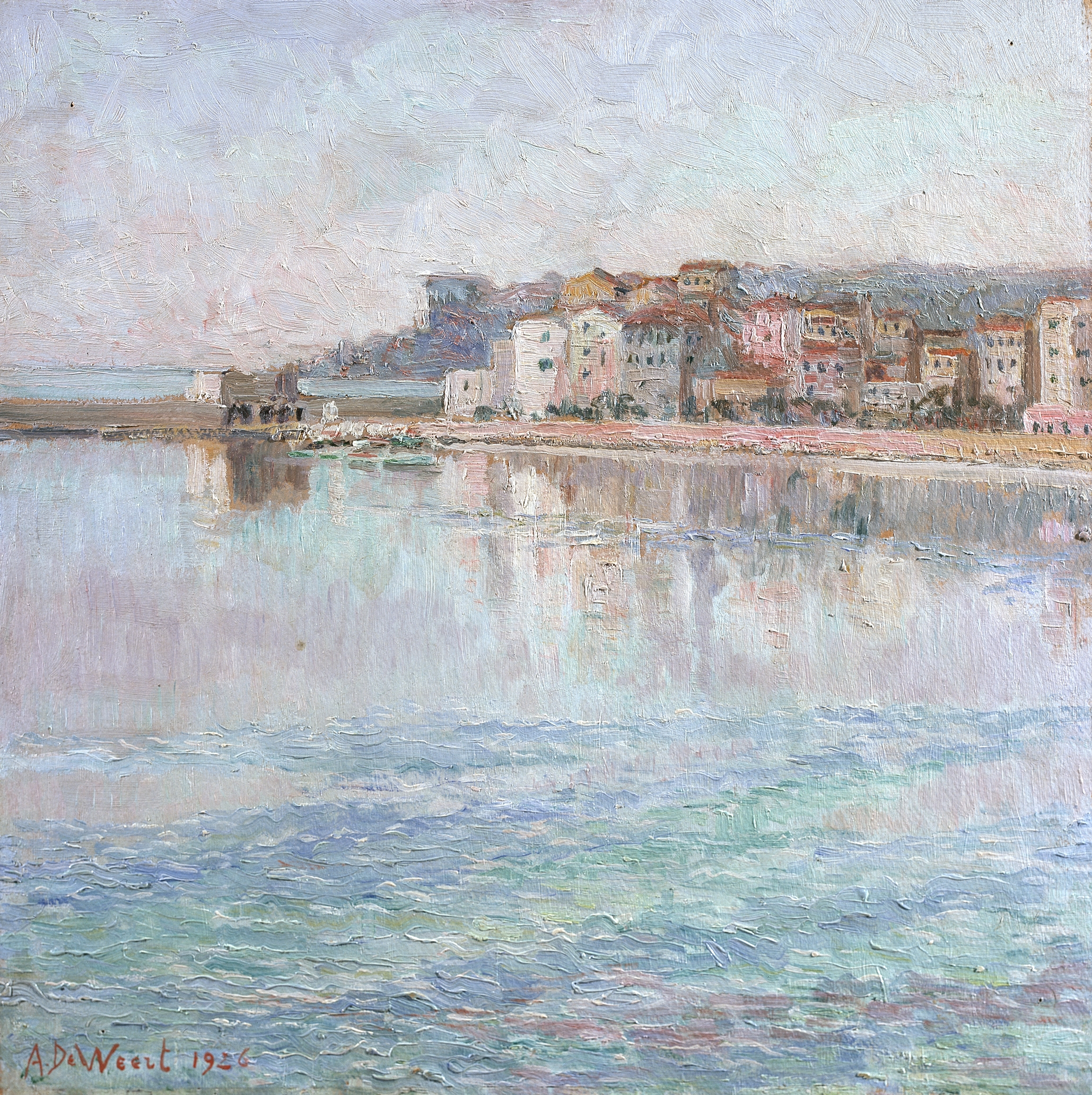
Reflets sur la mer à Menton, 1926 Musée des Beaux-Arts de Gand
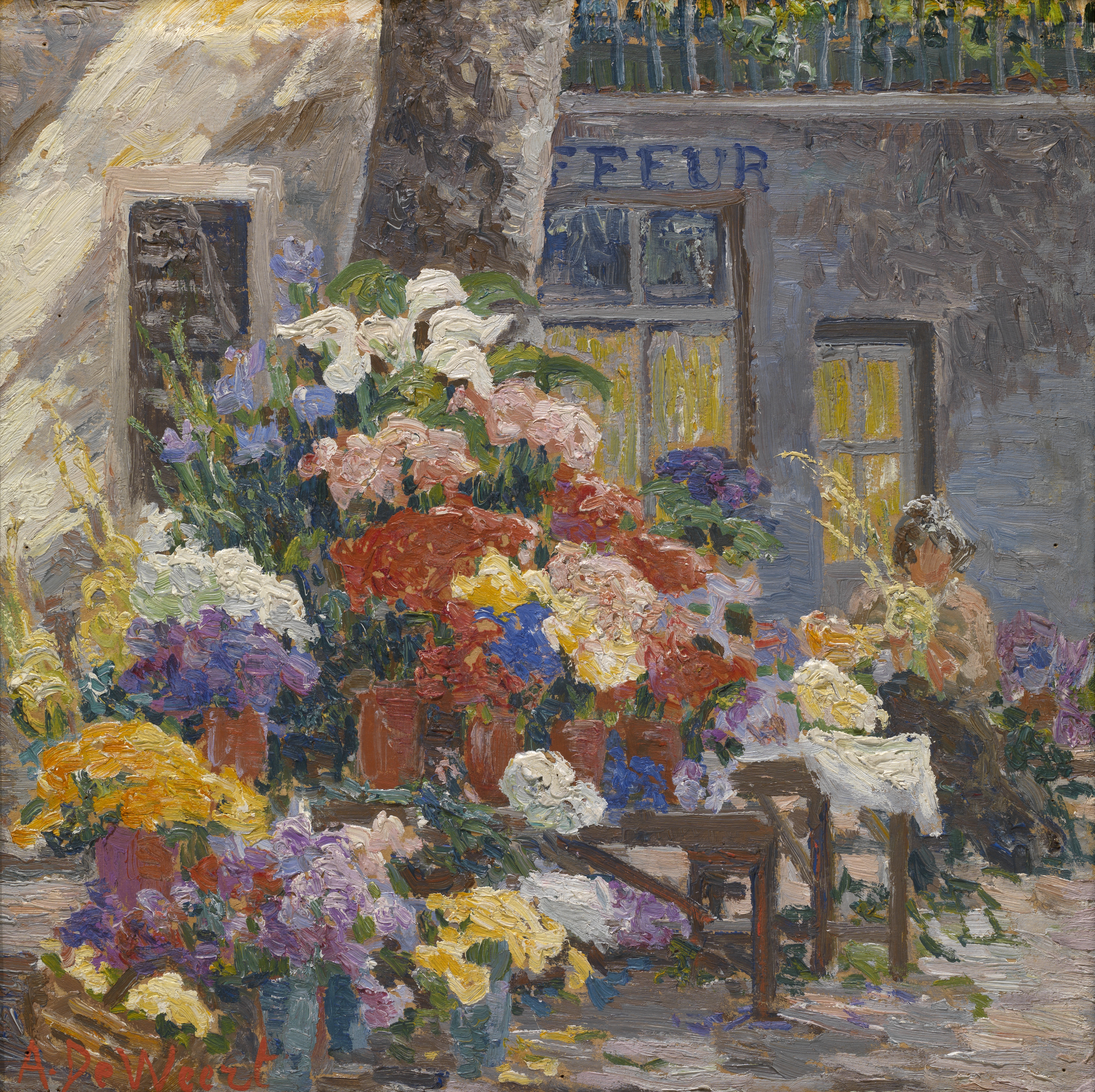
Marché aux fleurs à Menton, 1928 Musée des Beaux-Arts de Gand
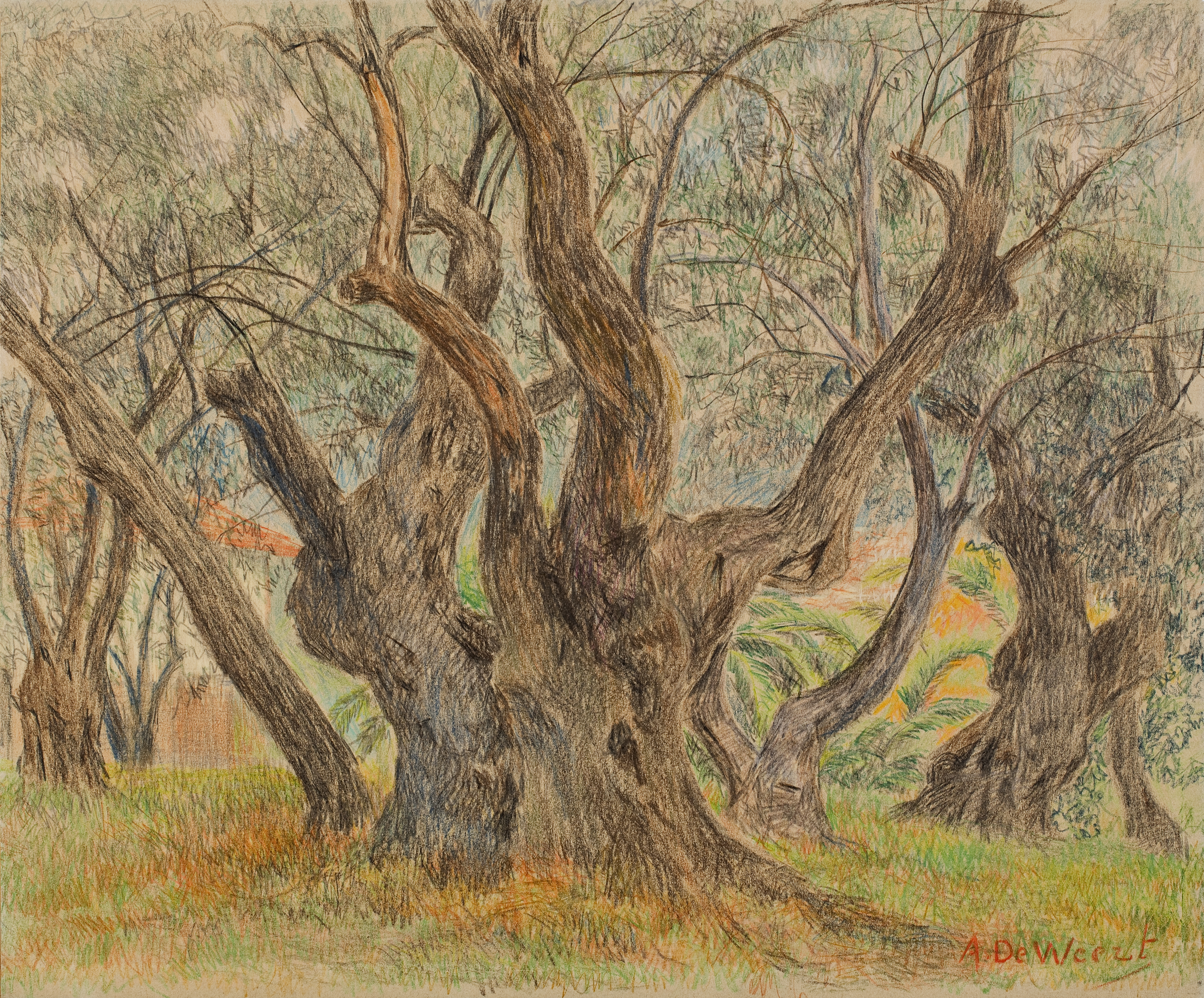
Olivier monstrueux, 1928 Musée des Beaux-Arts de Gand
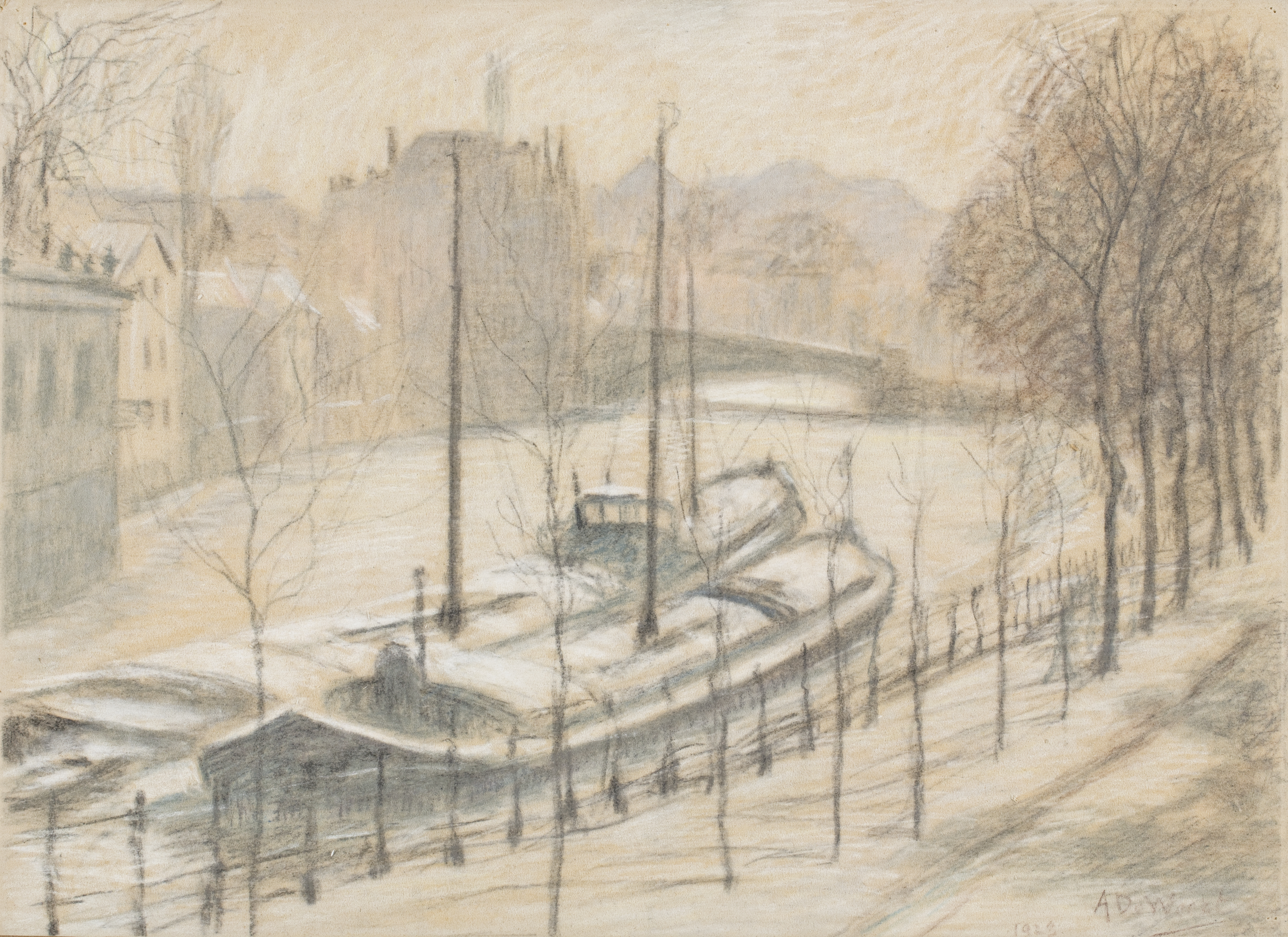
Chalands sous la neige, 1929 Musée des Beaux-Arts de Gand
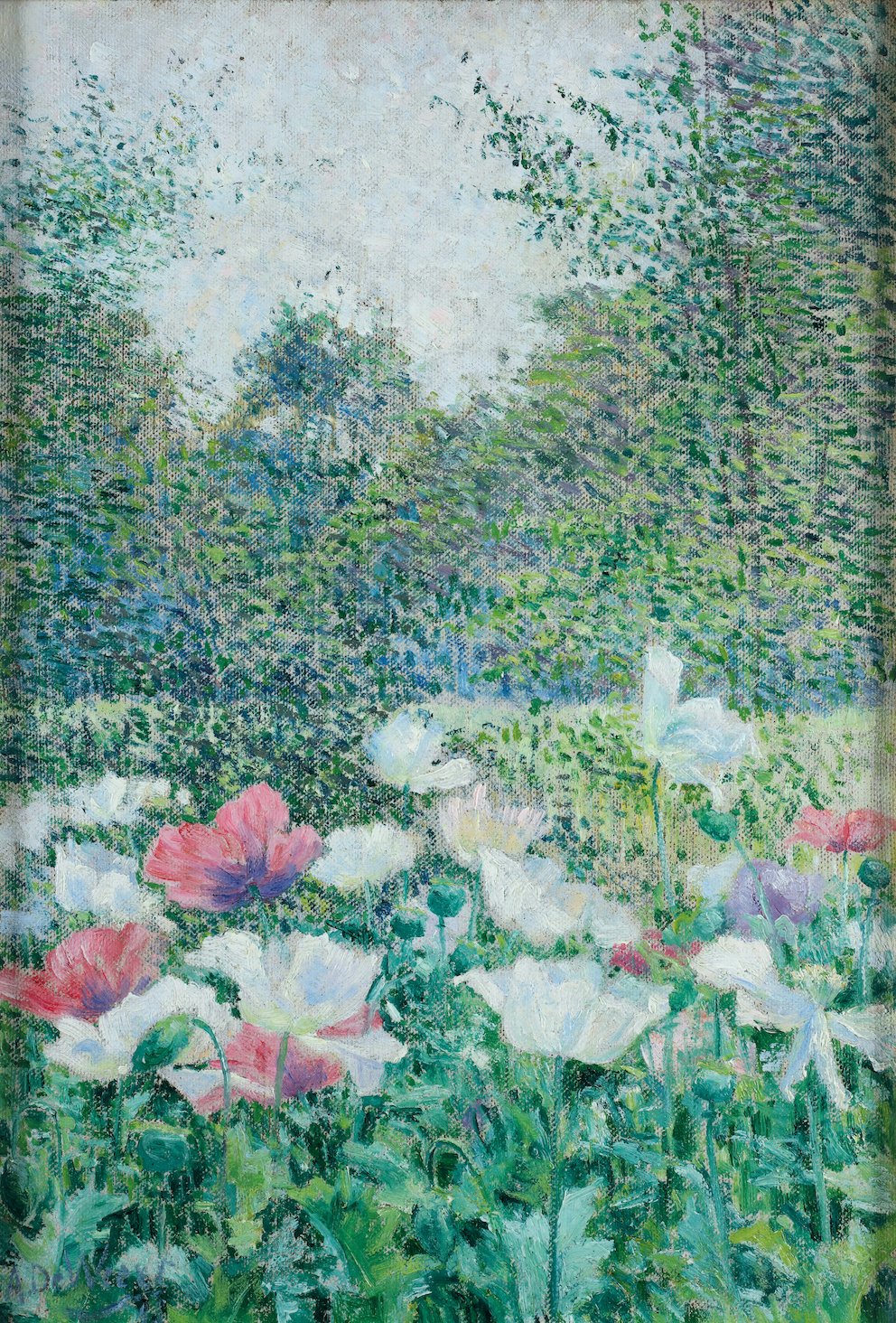
Les Coquelicots collection privée